# Arête

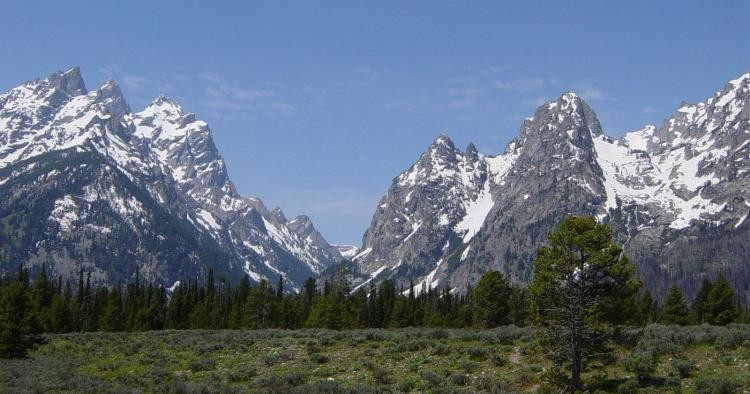
Grand Teton, Verenigde Staten

Een arête of graat is een zeer smalle bergkam die ontstaat wanneer twee gletsjers parallel eroderen in U-vormige valleien. De arête is de scheiding tussen beide valleien. Een arête kan ook ontstaan wanneer gletsjers in twee keteldalen naar elkaar toe eroderen. Hierdoor kan echter ook een col ontstaan. De kam wordt dan gescherpt door vorstverwering. Het woord arête betekent in het Frans visgraat, doelend op de vorm van de bergkam. In het Duits wordt Grat of Kamm gebruikt, dat laatste in overeenstemming met het Nederlandse kam.
Wanneer drie of meer keteldalen naar elkaar toe eroderen, ontstaat een piek of horn.

## Bekende arêtes
- The Minarets, in the Sierra Nevada (Verenigde Staten), Californië, Verenigde Staten
- The Garden Wall, in Glacier National Park, Montana, Verenigde Staten
- Crib Goch, in Snowdonia National Park, Wales